# Anna Hospital i Ribas
Anna Hospital i Ribas (Banyoles, 1964) és una metgessa catalana especialitzada en medicina forense, especialment odontologia forense. Ha format part de missions especials en casos de grans catàstrofes per ajudar a identificar víctimes. Llicenciada en medicina, cirurgia i odontologia per la Universitat de Barcelona, és metge forense titular i professora a la Universitat de Girona, la Universitat de Barcelona i la Universitat Internacional de Catalunya. És autora del llibre Manual de Odontología Forense. El 2016 va rebre una medalla d'honor del Departament de Justícia de la Generalitat de Catalunya, un guardó que es concedeix «per serveis excepcionals a la justícia». El 2017 se li va concedir la Creu de Sant Jordi en reconeixement de la tasca en el camp de la identificació de víctimes de grans catàstrofes. El 2018 va ser elegida acadèmica de la secció espanyola de la Acadèmia Pierre Fouchard, institució internacional d'odontologia que integra cent-dinou acadèmies de tots els continents.